# Dalton Wilkins
Dalton Wilkins (ur. 15 kwietnia 1999 w Nowej Zelandii) – nowozelandzki piłkarz, występujący na pozycji obrońcy w klubie Sønderjyske.

## Kariera klubowa
Opracowano na podstawie:

### Nowa Zelandia
- Team Wellington (juniorzy): Wilkins rozpoczął swoją karierę piłkarską w młodzieżowym zespole Team Wellington.
- Auckland City FC (2018): Wystąpił w 2 spotkaniach ligowych.
- Eastern Suburbs AFC (2018–2019): Rozegrał 19 spotkań w New Zealand Football Championship

### Dania
- FC Helsingør (2019–2022): Wilkins przeniósł się do duńskiego klubu FC Helsingør, gdzie wystąpił w 16 meczach ligowych.
- Kolding IF (2021 – wypożyczenie): Podczas wypożyczenia rozegrał 6 meczów i zdobył 1 bramkę.
- Kolding IF (2022–2024): Po transferze definitywnym wystąpił w 53 meczach, strzelając 4 gole.
- SønderjyskE (od 2024): 11 stycznia 2024 roku podpisał kontrakt z SønderjyskE obowiązujący do czerwca 2027 roku. Do marca 2025 roku rozegrał 18 meczów ligowych.

## Kariera reprezentacyjna
- Reprezentacja Nowej Zelandii U-20: Wilkins był członkiem drużyny U-20, która wzięła udział w Mistrzostwach Świata U-20 w Polsce w 2019 roku[4].

- Reprezentacja Nowej Zelandii: Zadebiutował 28 stycznia 2022 roku w meczu towarzyskim przeciwko Jordanii, który zakończył się porażką 1:3. Do października 2023 roku rozegrał 3 mecze w barwach seniorskiej reprezentacji Nowej Zelandii[5].

## Sukcesy klubowe
Opracowano na podstawie:
- 2x mistrz Nowej Zelandii (2018, 2019)
- Mistrz Ligi Młodzieżowej Nowej Zelandii (2018)
- Mistrz 1. division (2024)
- 2x mistrz 2. division (2020, 2023)